# Guillermo Varela
Guillermo Varela Oliveira, född 24 mars 1993 i Montevideo, är en uruguayansk fotbollsspelare som spelar för ryska Dynamo Moskva.

## Karriär
Varela föddes i Montevideo och började spela fotboll i Peñarol, där han gjorde seniordebut den 5 juni 2011, mot Racing Club de Montevideo, i Uruguays högsta liga.
Den 11 juni 2013 skrev Varela ett kontrakt med Manchester United som började gälla den 1 augusti 2013. Han blev därmed nye managern David Moyes första värvning i klubben.
Den 20 december 2018 värvades Varela av danska FC Köpenhamn, där han skrev på ett 4,5-årskontrakt. Den 17 oktober 2020 lånades Varela ut till ryska Dynamo Moskva på ett låneavtal över resten av säsongen 2020/2021. Den 17 juli 2021 värvades Varela av Dynamo Moskva på en permanent övergång och skrev på ett tvåårskontrakt med klubben.

## Meriter
Meriter inom klubb- och landslag
 Uruguay
- U20-världsmästerskap: silvermedaljör 2013

 Peñarol
- Primera División de Uruguay: 2012/2013